# Mitologia bantu
La mitologia bantu es refereix als mites i a les llegendes dels pobles bantus de l'Àfrica. Encara que els pobles bantus representen diversos centenars de diferents grups ètnics, existeix un alt grau d'homogeneïtat en les cultures i mitologies d'aquests pobles, igual que en les llengües bantus. Així doncs, la mitologia bantu és un terme genèric que es refereix als temes comuns que es repeteixen i es troben en totes o en la majoria de les cultures bantus.

## Déu

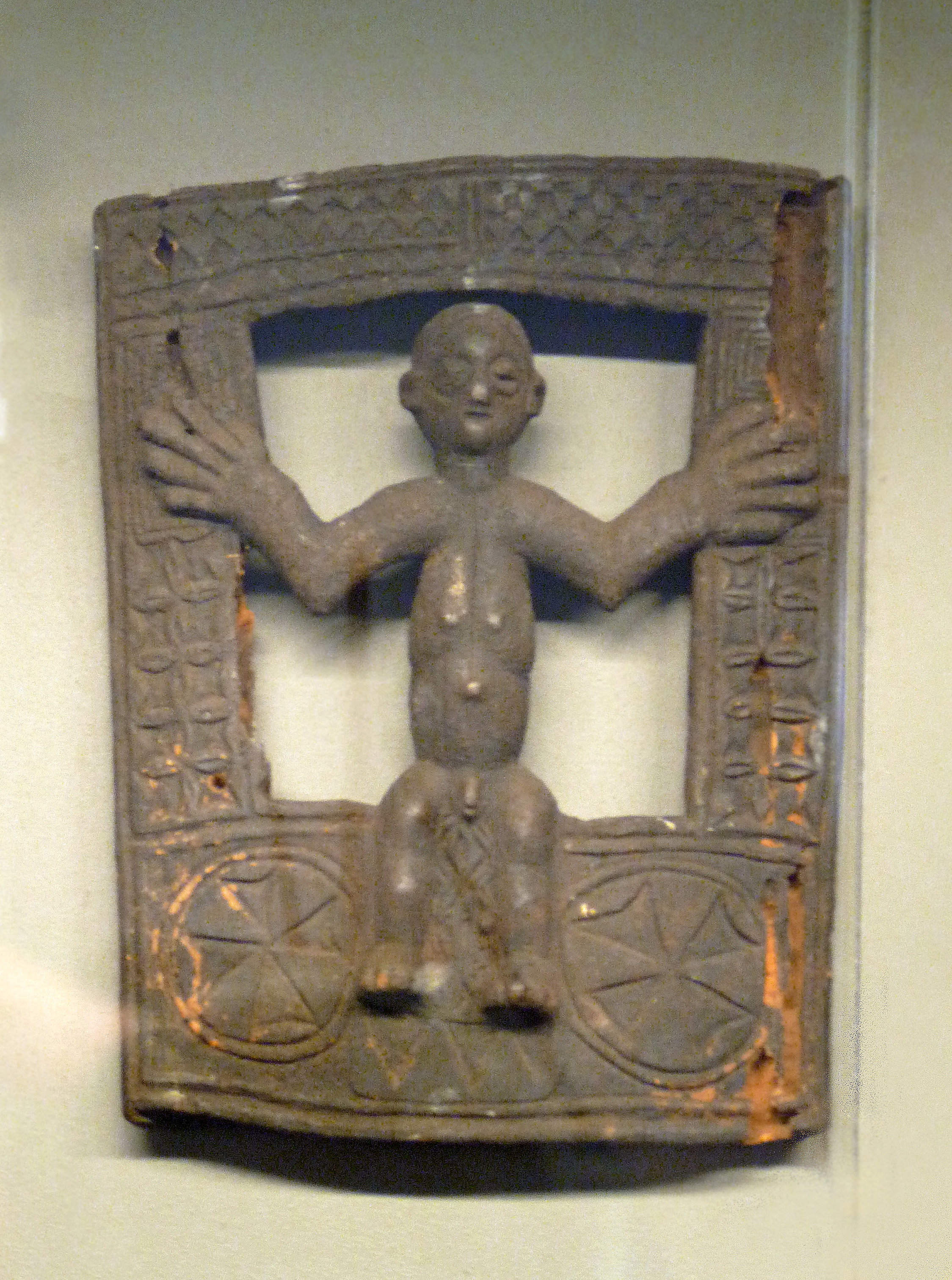
Escultura del poble Holo (Kwango, República Democràtica del Congo) que representa Nzambi, el Déu suprem, el qual presenta influències de la figura de Jesucrist, portat pels portuguesos

Tots els bantus creuen tradicionalment en un Déu suprem. La naturalesa d'aquest déu només està vagament definida, encara que es pot associar amb el sol o amb el més antic de tots els avantpassats, o pot tenir també d'altres especificacions. La majoria dels noms de Déu inclouen la partícula ng o nk de les llengües bantus, que es relaciona amb el cel; alguns exemples són Mulungu (al poble Wa yao i d'altres), Mungu (al poble suahili), Unkulunkulu (al poble zulu), Ruhanga (al poble nyoro i d'altres), o Ngai (en alguns altres grups). En moltes tradicions, se suposa que Déu viu al cel, igual que en les mitologies i religions occidentals. També hi ha altres tradicions que situen el Déu suprem en alguna muntanya alta, com succeïa en la mitologia grega); per exemple, per al poble kikuyu Déu resideix a la muntanya Kirinyaga.
Hi ha diversos mites bantus que estan destinats a explicar la distància existent entre Déu i els homes, és a dir, el cel i la terra, i que en fan tota una reelaboració. En molts d'aquests mites sobre la Creació, el cel i la terra estaven a prop l'un de l'altre, però Déu els va separar a causa de diversos conflictes amb els homes. Per exemple, hi ha un mite bantu segons el qual a Déu el destorbaven les mans de morter que feien anar les dones, ja que cada cop que les aixecaven per picar el morter li donaven cops al ventre; en un altre mite, Déu s'ofèn pel fum de les fogueres que encenen els homes. També hi ha mites sobre homes que tracten d'assolir el lloc de Déu, per exemple, enfilant-se dalt d'un arbre o d'una corda.
Déu gairebé mai no és descrit com el creador de totes les coses, com en la majoria de les mitologies, ja que l'univers és etern i no té principi. Els animals són també una part d'aquest univers etern. Encara que no en sigui el creador, Déu està íntimament relacionat amb l'univers; els animals de vegades són qualificats com «el seu poble», i en alguns dels mites sobre per què Déu s'ha allunyat dels homes (per exemple, l'esmentat anteriorment en què ho havia fet a causa del fum de les fogueres), es veu ben clar que el descontentament de Déu amb els homes té alguna cosa a veure amb el seu costum de manipular i corrompre el món natural.
A les religions tradicionals dels pobles bantus, de tota manera, Déu està situat molt per damunt de la terra. Totes les pràctiques religioses estan destinades a adorar Déu. Aquesta actitud tradicional de les creences bantus s'ha modificat, en diversos graus i de maneres diferents, a causa de l'adveniment del cristianisme o de l'islam, i el Déu dels cristians i dels musulmans ha quedat equiparat amb el Déu suprem bantu. Mungu, per tant, s'ha convertit en un Déu que es preocupa per la humanitat i, per tant, té sentit pregar-li i adorar-lo.

## La Creació
Com que a la mitologia bantu l'univers i els animals són eterns, no hi ha mites sobre el seu origen relacionats amb la Creació, tot el contrari que per a la humanitat, a la qual se li atribueixen orígens diversos. En molts mites bantus, el primer home va néixer d'una planta: per exemple, segons els zulus provenia d'una de canya de bambú, i d'un arbre omumborombonga segons els hereros. En altres tradicions, els primers homes surten d'una cova o d'un forat a terra. Els qui viuen principalment de la ramaderia, per regla general, creuen que els homes i el bestiar van aparèixer plegats damunt la faç de la terra.
Es pot observar que, com és el cas de moltes altres mitologies, les creences dels bantus sobre la creació de l'home sovint es limiten a descriure l'origen d'uns certs grups humans, més que no pas de tota la humanitat. Per exemple, la majoria dels pobles bantus que coexisteixen amb els boiximans no inclouen aquesta ètnia en els seus mites sobre la Creació; és a dir, que els boiximans són considerats una part més de l'univers etern en lloc d'una part de la humanitat.

## La mort

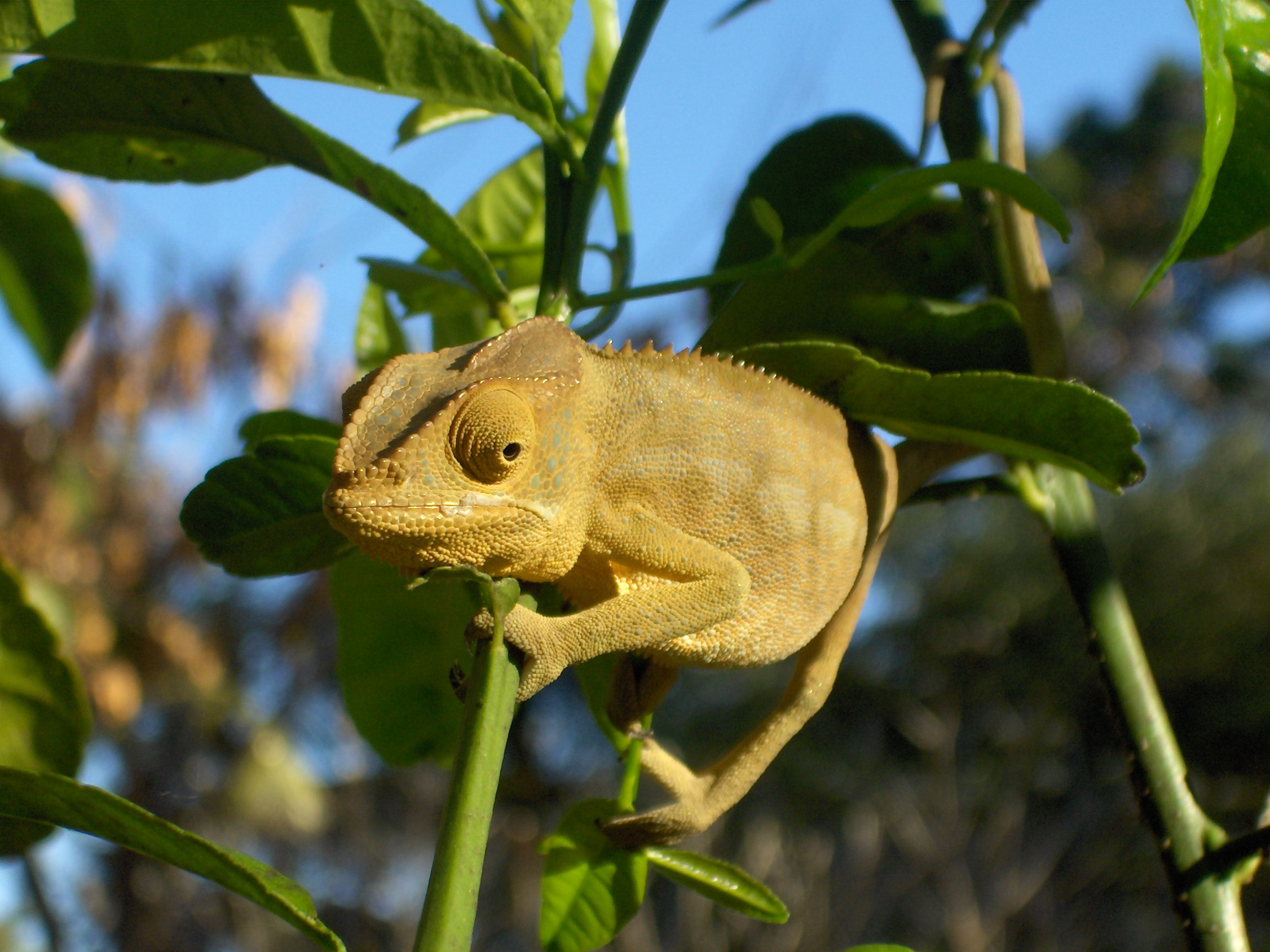
El camaleó és un herald de la immortalitat en moltes mitologies bantus

La majoria de les cultures bantus comparteixen un mite comú sobre l'origen de la mort, amb la participació d'un camaleó i d'un llangardaix. Segons aquest mite, Déu va enviar el camaleó per anunciar als homes que no moririen mai. El camaleó se'n va anar a complir la seva missió, però lentament, com és natural en ell, i es va aturar enmig del camí per menjar. Al cap d'un temps Déu va enviar un llangardaix per anunciar-los que sí que moririen. Com que era molt més ràpid que el camaleó, el llangardaix va arribar primer, amb la qual cosa va quedar establerta la naturalesa mortal de l'home. Com a conseqüència d'aquest mite, tant els camaleons com els llangardaixos sovint es consideren animals de mal averany en els pobles bantus.
Segons les diverses tradicions locals, es donen explicacions diferents sobre el «doble missatge» del camaleó i el llangardaix. En alguns casos, Déu envia tots dos missatgers amb els seus respectius presagis i, intencionadament, confia el destí de la humanitat al resultat de la seva cursa. En alguns altres casos, el llangardaix escolta d'amagat les instruccions que Déu dona al camaleó i, envejós de mena, opta per portar als homes el missatge oposat. Encara en altres cultures, després d'haver enviat el camaleó, Déu canvia d'opinió a conseqüència del mal comportament de la humanitat. Els missioners sovint han adaptat el mite del camaleó per evangelitzar els pobles africans bantus; el camaleó, que porta la bona nova de la vida eterna a la humanitat, de vegades se l'identifica amb Jesucrist.

## Els esperits
En la major part de les cultures africanes, i això inclou les cultures bantus, la veneració dels morts hi té un paper preponderant. Segons ells, els esperits dels morts continuen voltant pel món i poden influir en els vius. Aquesta existència espiritual, però, no es considera que sigui eterna; els esperits dels morts continuen vivint sempre que hi hagi algú que els recordi. Per tant, l'esperit dels grans reis i herois, dels quals en guarda memòria la tradició oral, viu des de fa segles, mentre que el de la gent corrent es pot extingir al cap de poques generacions.
Els esperits dels morts poden comunicar-se amb els vius de maneres diferents: per exemple, els parlen en somnis, els fan arribar els seus propis presagis, o bé s'hi adrecen a través d'un endeví clarivident. Se'ls consulta expressament algunes vegades, com ara per demanar consells o favors, o abans d'emprendre un llarg viatge. Si una persona ofèn l'esperit d'algun dels seus avantpassats, ells poden venjar-se'n produint una malaltia o una desgràcia, i només se'n podrà deslliurar amb l'ajut de l'endeví, que li indicarà com esmenar el seu error i així poder congraciar-se amb els avantpassats. Les catàstrofes com ara les inundacions, les guerres, les èpoques de fam o les plagues de llagostes s'atribueixen a la ira dels esperits a causa d'un mal comportament de la comunitat en general. Si prenen qualsevol forma visible, sovint és la d'un animal; el més comú es una serp, un ocell o un pregadéu).
Igual que en altres mitologies, els bantus identifiquen el regne dels esperits amb el món subterrani. En quasi totes les seves tradicions hi ha històries de persones que de manera fortuïta visiten la terra dels morts, anomenada kuzimi en suahili. Això els succeeix sovint als que segueixen un porc espí o qualsevol altre animal dins dels seus caus. Hi ha herois llegendaris que van fer aquest viatge de manera conscient, com ara Mpobe en la tradició baganda i Uncama en la mitologia dels zulus.
Tot i que les cultures bantus també creuen en altres esperits que no són els dels morts (per exemple els esperits de la natura, com ara Mwenembago, el senyor del bosc, en la mitologia zaramo), no tenen un paper tan important en la vida diària. En molts casos, eren també originàriament esperits de gent morta.
Entre els diferents pobles bantus també és molt estesa la creença en una raça d'habitants celestials diferents de la gent mortal. De vegades se'ls caracteritza amb ales, a la manera dels àngels d'altres tradicions culturals.

## Els monstres
La mitologia bantu sovint inclou monstres, coneguts com a amazimu en isiZulu i madimo, madimu o zimwi en altres llengües. Quan les llegendes bantus es tradueixen a les llengües occidentals, tots aquests mots sovint s'expressen amb la paraula «ogre», ja que un dels trets més característics d'aquest tipus de monstres és el d'ésser devoradors d'homes. De vegades poden prendre l'aparença d'homes o d'animals (com ara els chaga de la regió del Kilimanjaro, que expliquen històries sobre monstres amb aspecte de lleopard), i també poden llançar sortilegis sobre els homes i transformar-los en animals. Un tipus específic de monstre és el d'un mort mutilat que s'aguanta dret, que ens podria fer pensar en els zombis de la cultura occidental, com ara l'umkovu de la tradició zulu i l'ndondocha del poble yao.

## Faules mitològiques
La cultura tradicional de la majoria dels pobles bantus inclou diverses faules protagonitzades per animals antropomorfs que parlen. Aquestes històries tenen sovint l'estructura i la funció dels contes de fades i presenten similituds amb els de la tradició occidental. El personatge predominant de les faules bantus és la llebre, un símbol d'habilitat i astúcia. El seu principal antagonista és la múrria i enganyosa hiena. Altres personatges són el lleó i l'elefant, que per regla general representen la força bruta. Encara més intel·ligent que la llebre és la tortuga, que venç els seus enemics gràcies a la seva paciència i força de voluntat.
Aquesta simbologia, sens dubte, està subjecta a variacions locals. A les zones de l'Àfrica on la llebre és un animal desconegut, per exemple al llarg del riu Congo, el seu paper sovint el representa l'antílop. Entre el poble sotho la llebre és substituïda pel xacal, possiblement per influència de la cultura khoisan, on aquest animal es considera un símbol d'intel·ligència, mentre que la llebre és vista com a estúpida. Els zulus també tenen històries sobre llebres, però en alguns casos és la fura la qui assumeix el paper del protagonista més llest.